# Арад Бар
Арад Бар (івр. ארד בר, 29 січня 2000, Тель-Авів) — ізраїльський футболіст, півзахисник клубу ЛНЗ який на правах оренди грає за «Маккабі» (Петах-Тіква).

## Клубна кар'єра
Починав займатися футболом у «Маккабі» (Тель-Авів), звідки у 2015 році перейшов у «Маккабі» (Петах-Тіква). Дебютував на професійному рівні в сезоні 2019/20 у Лізі Леуміт. У свій дебютний сезон став переможцем ліги та перейшов із командою до вищого дивізіону, де відіграв 2 роки. За підсумками сезону 2021/22 «Маккабі» вилетів назад до Ліги Леуміт, яку знову виграв наступного сезону.
Влітку 2023 року Бар уклав трирічний контракт зі швейцарським клубом «Цюрих» за 370 тис. євро. Бар виступав за основний склад «Цюриха» лише в іграх Кубка Швейцарії та виступав за їхню резервну команду U21 у третьому дивізіоні.
26 січня 2024 року перейшов в черкаський ЛНЗ.

## Кар'єра у збірній
У складі молодіжної збірної Ізраїлю був учасником чемпіонату Європи 2023 року, зіграв у двох матчах групового етапу, але у плей-оф на поле не виходив, а команда дійшла до півфіналу.

## Досягнення
- Переможець Ліги Леуміт: 2019/20, 2022/23